# 301

## Събития
- Армения приема християнството за официална държавна религия. Това става по време на цар Тиридат III и Католикос Св. Григорий Просветител (Сурп Крикор Лусаворич).
- Сан Марино става република.